# St. Pankratius (Frieding)

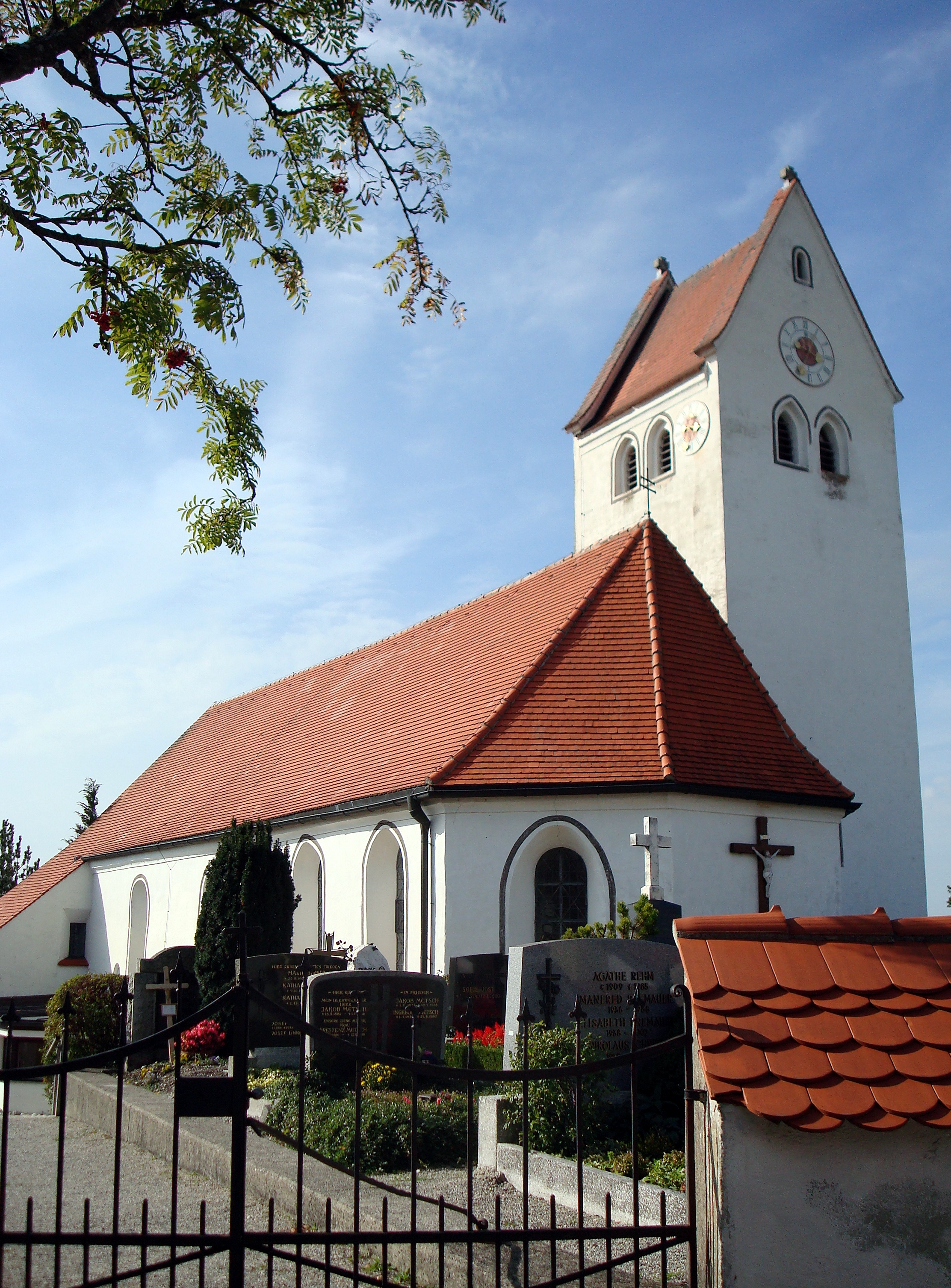
Kirche St. Pankratius in Frieding

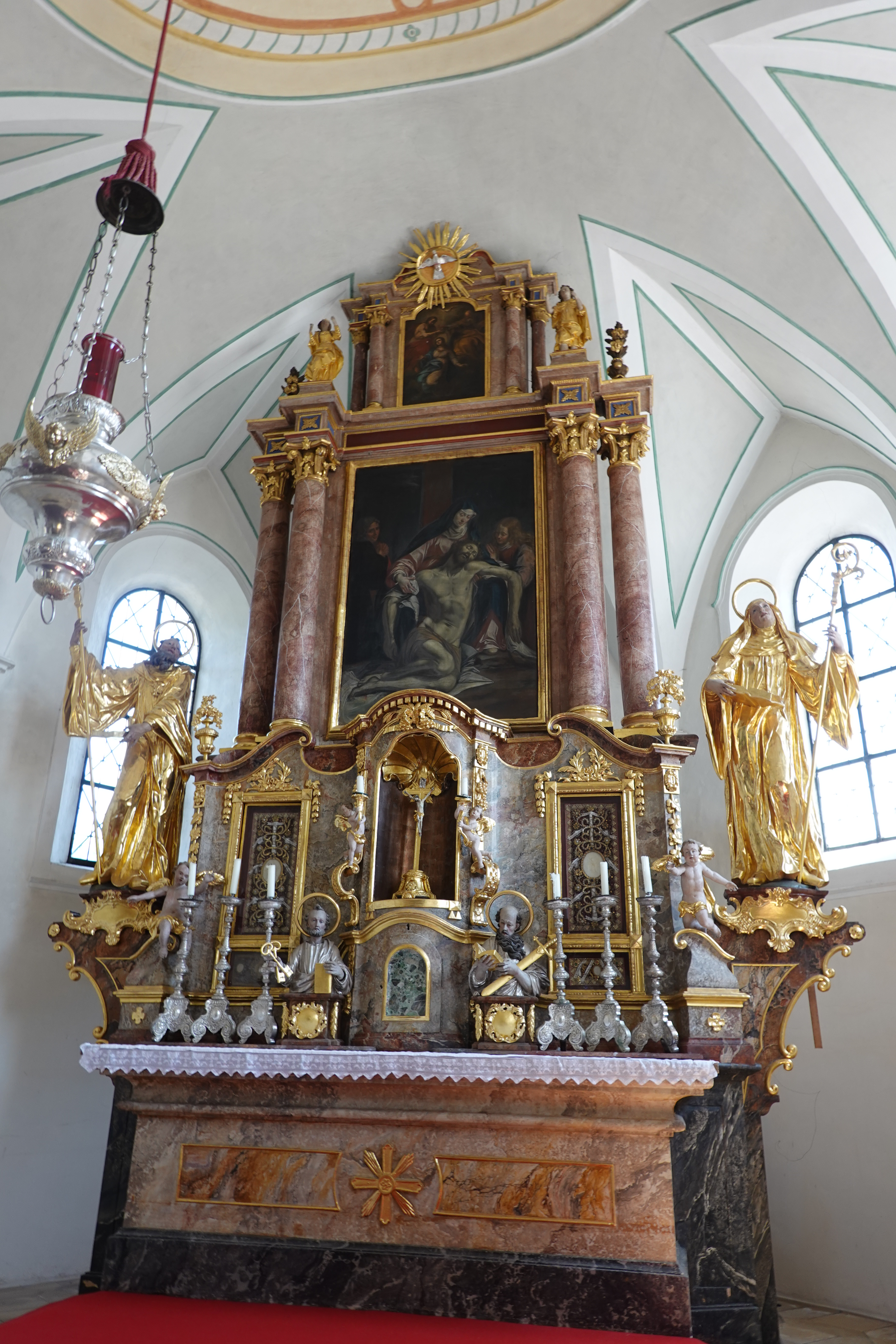
Altar

Die katholische Pfarrkirche St. Pankratius in Frieding, einem Gemeindeteil von Andechs im oberbayerischen Landkreis Starnberg, ist ein spätmittelalterlicher Bau. Die spätgotische Kirche am Pankrazweg 20, inmitten des Friedhofs, ist ein geschütztes Baudenkmal.

## Beschreibung
Der Chor und der massive, mit einem Satteldach gedeckte Turm reichen noch in die spätmittelalterliche Bauzeit der Kirche zurück. Der schlichte Saalbau mit eingezogenem Chorraum besitzt ein barockes Tonnengewölbe mit Stichkappen. Im Jahr 1975 wurde durch Ausbruch der Nordwand des Kirchenschiffes ein rechteckiger Erweiterungsanbau angefügt.
Der Altar aus verschiedenen Teilen wurde um 1800 aus anderen Kirchen hierhergebracht. Der Tabernakelschrein besteht aus vier drehbaren Reliquienkästen. Die Altarskulpturen des heiligen Benedikt und der heiligen Scholastika sind Werke des Weilheimer Bildhauers Franz Xaver Schmädl. Die beiden geschnitzten Büsten der Apostel Petrus und Paulus stammen aus der hochbarocken Ausstattung der Kirche, die um 1720 entstand.
Das Skulpturenensemble zeigt eine Beweinungsgruppe mit Maria und Johannes unter dem Gekreuzigten mit einer für die Zeit typischen Lüsterfassung.